# Vlag van Oud-Heverlee
De vlag van de Vlaams-Brabantse gemeente Oud-Heverlee heeft een vrij simpel ontwerp en bestaat uit 3 verticale strepen in verhouding 1:2:1 in de kleuren geel, rood en geel. Op de middelste rode streep staat centraal het wapen van de gemeente afgebeeld. De kleuren van de strepen zijn tevens ook gebaseerd op de kleuren van het wapen van Oud-Heverlee.

Officieel wordt de vlag beschreven als:
Drie banen van geel, van rood en van geel, lengteverhouding 1 : 2 : 1, met op het midden van het rood het gemeentewapen.
De vlag werd door de gemeenteraad op 28 april 1988 officieel vastgesteld. Op 5 oktober 1988 werd hij door het Bestuur van Vlaanderen bevestigd en uiteindelijk gepubliceerd op 8 november 1989 in het officiële Belgisch Staatsblad.

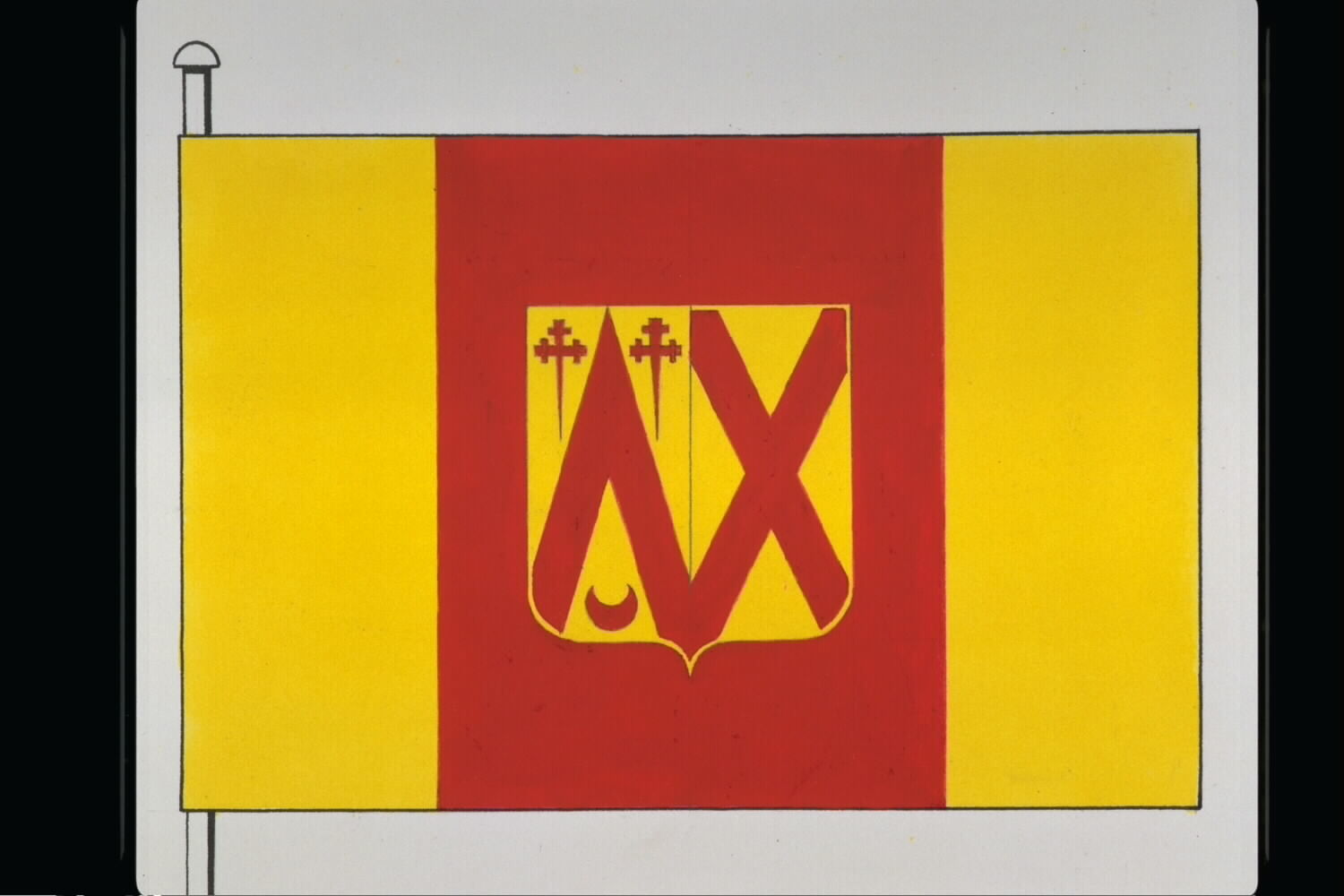
Officiële tekening van de vlag
Wapen van Haasrode
Wapen van Vaalbeek
Wapen van Oud-Heverlee